# جوزي باف
جوزي باف (من مواليد 25 يناير 2003 كوما ) هي متزلجة أسترالية على الجليد. شاركت في دورة الألعاب الأولمبية الشتوية لعام 2022، في مسابقة التزلج على الجليد للسيدات، وصليب لوح التزلج المختلط.